# Gobioides sagitta
Gobioides sagitta е вид бодлоперка от семейство Попчеви (Gobiidae). Видът не е застрашен от изчезване.

## Разпространение и местообитание
Разпространен е в Бенин, Гамбия, Гана, Гвинея, Гвинея-Бисау, Република Конго, Кот д'Ивоар, Нигерия, Сенегал, Сиера Леоне и Того.
Обитава крайбрежията на сладководни и полусолени басейни, морета, лагуни и реки.

## Описание
На дължина достигат до 50 cm.